# Stephanie Vaquer
Stephanie Vaquer (née le 29 mars 1993 à San Fernando) est une catcheuse (lutteuse professionnelle) chilienne. Elle travaille actuellement à la World Wrestling Entertainment, dans la division Raw, sous le même nom.
Elle commence sa carrière de catcheuse en 2010 dans des petites fédérations au Chili avant d'aller au Mexique. En 2018, elle fait un bref passage au Japon à la World Wonder Ring Stardom. En 2020, elle rejoint le CMLL où elle fait équipe avec Zeuxis (en). Ensemble elles deviennent les premières championnes par équipes féminine de l'Occident (en) et championnes du monde féminine par équipes du CMLL. Elle ajoute à son palmarès le championnat du monde féminin du CMLL par la suite.

## Carrière de catcheuse

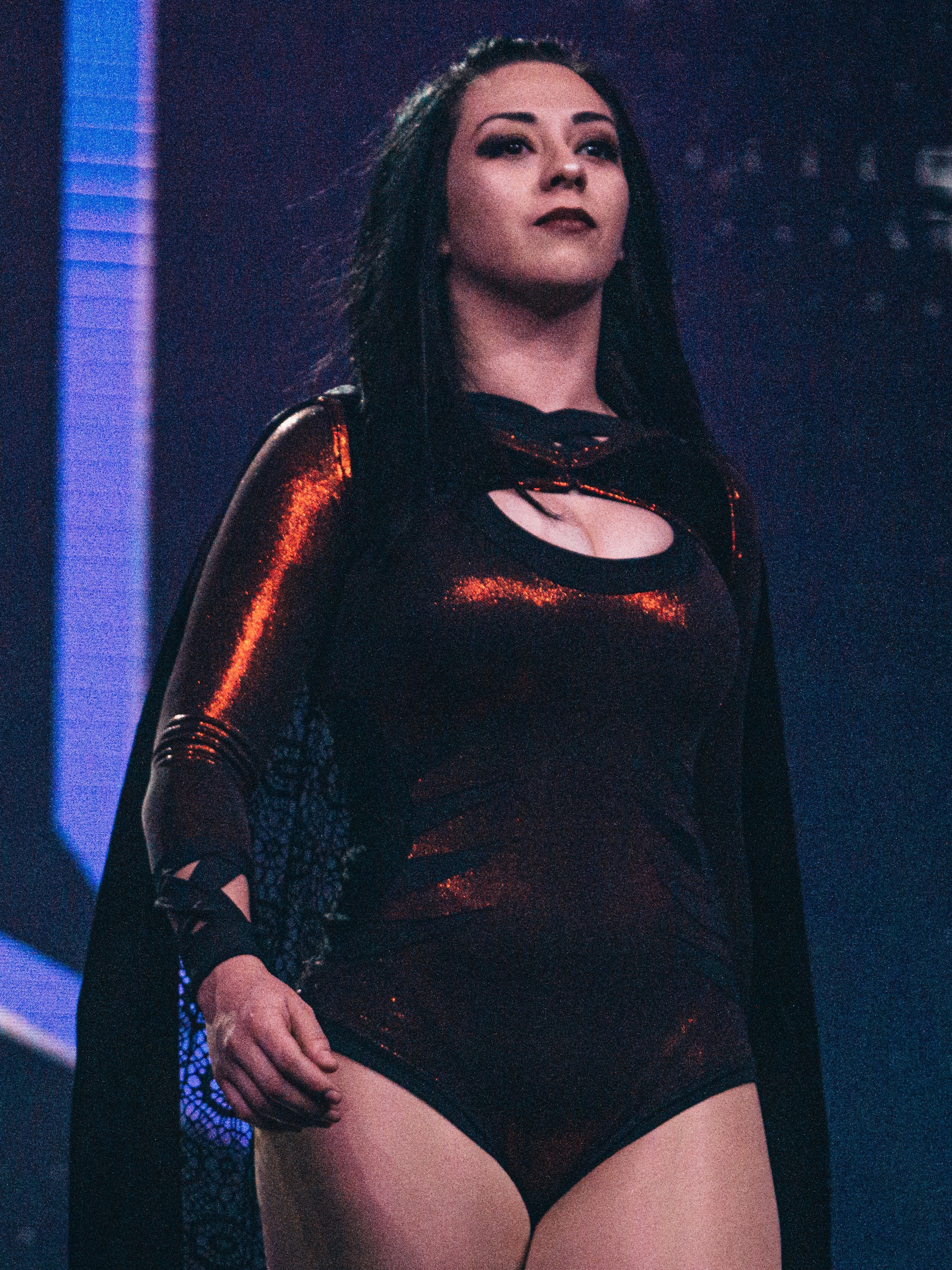
Stephanie Vaquer.

### Débuts au Chili et arrivée au Mexique (2010-2020)
Stephanie Vaquer commence à faire du catch au Chili sous le nom de Dark Angel tout en poursuivant ses études en commerce international,. Rapidement, elle découvre que son entraîneur est un incompétent. Elle cesse aussi d'utiliser le nom de ring de Dark Angel par respect envers Sarah Stock qui a utilisé ce nom de ring quand elle était au Mexique.
Elle arrête ses études pour partir au Mexique en 2013. Elle lutte alors dans des petites fédérations de catch et gagne sa vie en travaillant comme serveuse. Peu de temps après son arrivée, elle se casse le nez au cours d'un combat de catch. C'est aussi durant cette période qu'elle commence véritablement son apprentissage. Elle crédite Gran Apache (en), Ricky Marvin, Último Guerrero et Villano IV (en) comme étant ceux qui l'ont entraîné.
Durant l'été 2018, elle fait un bref passage au Japon, à la World Wonder Ring Stardom, une des principales fédérations de catch féminin de ce pays. En décembre de cette même année, elle participe à un camp d'entraînement de la World Wrestling Entertainment au Chili.

### Consejo Mundial de Lucha Libre(2019-2024)
Le 15 février 2020, elle signe officiellement avec la Consejo Mundial de Lucha Libre. Le 13 mars à CMLL Super Viernes, elle fait ses débuts dans un show télévisé en tant que Heel, dispute son premier match aux côtés de La Silueta et Princesa Sugehit et ensemble, les trois catcheuses battent La Amapola, La Infernal et Metalica dans un Best 2 Out of 3 Falls 6-Women Tag Team match (2-1).
Le 9 octobre au Pay-per-view du même nom, elle ne remporte pas la Battle Royal, gagnée par La Jarochita. Dalys La Caribeña et elle participent ensuite au tournoi qui désigne les futures championnes nationales par équipes mexicaines. Les deux catcheuses battent Estrellita et Mystique au premier tour, mais perdent face à Princesa Sugehit et Sanely par disqualification en quart de finale,.
Le 26 mars 2021 à CMLL Copa Jr. 2021, elles perdent face à La Jarochita et Lluvia dans un Best 2 Out of 3 Falls Tag Team match (1-2).
Le 4 juin à CMLL, elles perdent face à Marcela et Princesa Sugehit dans la même stipulation (1-2). La semaine suivante, elle reperd face à sa seconde adversaire dans un lightning match. Quatorze soirs plus tard, Dark Silueta, Metalica et elle battent La Jarochita, Mystique et sa même rivale dans un Best 2 Out of 3 Falls 6-Women Tag Team match.
Le 2 juillet, elle ne remporte pas le titre mondial féminin du CMLL, rebattue par sa même opposante dans un 2 Out of 3 Falls match (1-2),. Le 18 août à CMLL Grand Prix Internacional 2023, La Catalina, Reyna Isis et elle perdent face à Las Chicas Indomables (La Jarochita et Lluvia) et Skadi dans un Best 2 Out of 3 Falls 6-Women Tag Team match. Le lendemain, elle souffre d'une lésion au thorax, est contrainte de déclarer forfait pour le tournoi qui désigne la future championne Universelle des Amazones.
Le 8 octobre à CMLL International Women's Grand Prix 2021, Avispa Dorada, Momo Kohgo, Sonya, Tsukasa Fujimoto, Tsukushi, sa partenaire et elle perdent face à Dark Silueta, La Amapola, La Jarochita, Lluvia, Marcela, Princesa Sugehit et Reina Isis dans un CMLL International Women's Grand Prix Cibernetico match. Le 26 novembre à CMLL Super Viernes, Dark Silueta et elles battent La Jarochita, Lluvia et Marcela dans un Bets 2 Out of 3 Falls 6-Women Tag Team match (1-2).
Le 11 mars 2022, La Magnifica et elle participent au tournoi Revelos Suicidas, perdent face à Dalys et Skadi en quart de finale, mais battent La Metalica et Marcela en demi-finale,.
Le 1er avril, Dalys, La Amapola et elle battent La Magnifica, Marcela et Skadi dans un Bets 2 Out of 3 Falls 6-Women Tag Team match. La semaine suivante, Dalys, Reyna Isis et elle battent La Jarochita, La Magnifica et Skadi dans la même stipulation. Le 22 avril, Dark Silueta, Reyna Isis et elle perdent face à La Jarochita, Lluvia et Princesa Sugehit dans le même type de match.
Le 15 février 2023, le CMLL annonce que Vaquer va participer à la Copa Irma González (en), un tournoi organisé pour rendre hommage à une pionnière du catch féminin au Mexique. Le 16 mars, elle participe au match à élimination qui fait guise de Copa Irma González. Elle n'élimine personne mais elle parvient à être dans le dernier carré où elle se fait sortir par Reyna Isis (en). Quatre jours plus tard, le CMLL organise un tournoi pour désigner les premières championnes par équipes de l'Occident du CMLL toujours en hommage à Irma González,. Vaquer fait équipe avec Zeuxis (en) et elles remportent ce tournoi en éliminant Hera et Olympia au premier tour puis La Catalina et La Maligna en demi finale et enfin La Jarochita (en) et Lluvia (en) en finale,. Le 16 septembre, le CMLL organise le spectacle célébrant les 90 ans de cette fédération où Vaquer et Zeuxis vont affronter La Jarochita et Lluvia dans un match pour désigner les premières championnes du monde féminine par équipes du CMLL. Vaquer et Zeuxis les battent et deviennent les premières championnes du monde par équipes du CMLL, dans le même temps le CMLL rend vacant le championnat par équipes féminine de l'Occident,. 13 jours plus tard, elle ajoute à son palmarès le championnat du monde féminin du CMLL alors vacant après sa victoire sur La Catalina.
Le 10 juillet 2024, elle annonce son départ du CMLL pour la WWE, le CMLL annonce donc le retrait de ses championnats solo et par équipe.

### New Japan Pro-Wrestling (2023-2024)
Le 21 mai 2023 à Resurgence, elle fait ses débuts à la New Japan Pro-Wrestling, dispute son premier match, mais perd face à Mercedes Moné en demi-finale du tournoi qui désignera la championne Strong inaugurale de l'histoire.
Le 28 octobre à Fighting Spirit Unleashed, Zeuxis et elle battent Lluvia et Johnnie Robbie.
Le 13 janvier 2024 lors du pré-show à Battle in the Valley, elle bat Viva Van. Le 10 mars à STARDOM Cinderella Tournament Night 2, elle devient la nouvelle championne Strong en battant Giulia et remporte le titre pour la première fois de sa carrière.
Le 12 avril à Windy City Riot, elle conserve son titre en battant AZM. Le 11 mai à Resurgence, elle conserve son titre en battant Alex Windsor. Le 30 juin à Forbidden Door, elle ne remporte pas le titre TBS et ne conserve pas sa ceinture, rebattue par The CEO dans un Winner Takes All match.

### World Wrestling Entertainment (2024-...)

#### Débuts àNXT, championne Nord-Américaine et deNXT(2024-2025)
Le 10 juillet, elle signe officiellement avec la World Wrestling Entertainment.
Le 8 octobre à NXT, elle fait ses débuts dans le show jaune en tant que Face, s'allie officiellement avec Giulia et ensemble, les deux catcheuses attaquent Roxanne Perez et Cora Jade. La semaine suivante à NXT, elle dispute son premier match et bat Wren Sinclair. Le 27 octobre à NXT: Halloween Havoc, la catcheuse britannique et elle battent leurs adversaires.
Le 15 février à NXT Vengeance Day, elle devient la nouvelle championne Nord-Américaine de NXT en battant Fallon Henley et remporte le titre pour la première fois de sa carrière. Le 11 mars à NXT Roadblock, elle conserve son titre et devient la nouvelle championne de NXT en battant Giulia dans un Winner Takes All match, remporte le second titre pour la première fois de sa carrière, devient double championne et la première catcheuse de l'histoire à gagner les deux ceintures féminines du show jaune. Le 1er avril à NXT, elle abandonne la ceinture féminine Nord-Américaine pour défendre uniquement celle du show jaune. La semaine suivante à NXT, elle se fait attaquer par Jaida Parker et Jordynne Grace, mais Giulia fait son retour, l'aide, puis effectue un Heel Turn et se retourne contre elle, ce qui met fin à leur alliance. 11 soirs plus tard à NXT Stand & Deliver, elle conserve son titre en rebattant son ancienne partenaire et en battant Jordynne Grace et Jaida Parker dans un Fatal 4-Way match. Le 27 mai à NXT, elle ne conserve pas sa ceinture, battue par Jacy Jayne qui a reçu l'aide de ses équipières de Fatal Influence.

#### Raw(2025-...)
3 jours plus tard, elle signe officiellement avec Raw. Le 2 juin à Raw, elle dispute son premier match, bat Ivy Nile et Liv Morgan dans un Triple Threat match et se qualifie pour le Women's Money in the Bank Ladder match. 5 soirs plus tard à Money in the Bank, elle ne remporte pas la mallette, gagnée par Naomi.
Le 13 juillet à Evolution, elle remporte la Women's Battle Royal et devient aspirante no 1 pour une ceinture à Clash in Paris.

## Vie privée
Elle a été en couple et mariée avec le catcheur Ricky Marvin. Elle a ensuite été en couple avec le catcheur Rogelio Reyes, plus connu sous le nom d'El Cuatrero. Le 17 mars 2023, ce dernier est arrêté par la police pour tentative de féminicide à son encontre.

## Palmarès
- Alianza Universal de Lucha Libre (AULL)
  - 1 fois championne féminine de l'AULL[63]
- Consejo Mundial de Lucha Libre (CMLL)
  - 1 fois championne par équipes féminine de l'Occident (en) avec Zeuxis (en)[38]
  - 1 fois championnes du monde féminine par équipes du CMLL avec Zeuxis[64]
  - 1 fois championne du monde féminine du CMLL[65]

- New Japan Pro-Wrestling
  - 1 fois championne Strong
- World Wrestling Entertainment (WWE)
  - 1 fois championne de la NXT
  - 1 fois championne d'Amérique du Nord de la NXT

## Récompenses des magazines
- Pro Wrestling Illustrated
  - Classée 5e du PWI Woman of the Year en 2024.

| Année | 2023 | 2024 |
| ----- | ---- | ---- |
| Rang  | 54   | 5    |